# Nufăru
Nufăru est une commune roumaine située dans le județ de Tulcea.